# Grande colonnato di Palmira
Il Grande colonnato di Palmira è l'asse monumentale dell'antica città siriana. Esso, costituito da un viale colonnato a tre corsie lungo circa 1,1 km, fu costruito per la maggior parte tra il II e il III secolo d.C. per mettere in comunicazione la zona del Campo di Diocleziano e del Tempio funerario nella parte nord-occidentale della città e il complesso del tempio di Bel a sud-est.

## Storia e descrizione
Il colonnato è composto da tre sezioni che vennero costruite separatamente nel corso del II e III secolo d.C. La sezione occidentale, la più antica, iniziava presso la Porta ovest, vicino al Tempio funerario. La sezione orientale univa l'Arco monumentale che si trovava al centro della città al tempio di Bel, a sud-est. La sezione centrale venne costruita per unire le altre due: si collegava a quella occidentale in corrispondenza del tetrapilo e a quella orientale presso l'Arco monumentale.

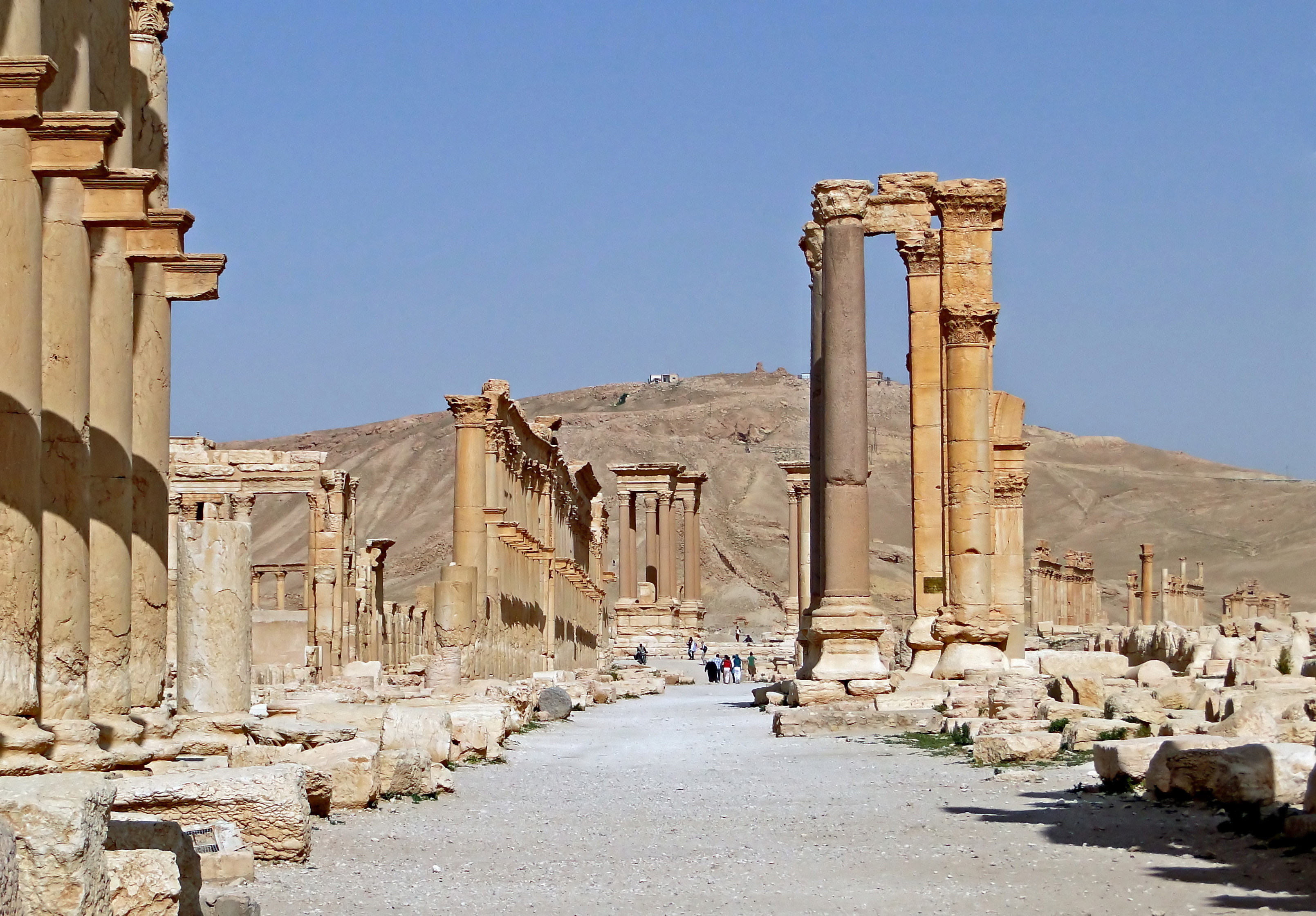
La sezione centrale del Grande colonnato, fotografata dalla sua estremità est guardando verso ovest, con il tetrapilo sullo sfondo.

Le più antiche tra le colonne di cui la struttura si compone, in particolare nella sezione occidentale, furono costruite utilizzando una tecnica tradizionale, tale per cui le colonne erano composte da un numero di rocchi compreso tra 6 e 8. A partire dagli anni 220 questa tecnica fu sostituita da un'altra che prevedeva la sovrapposizione di soli 3 elementi allungati. Questa tecnica, testimoniata dalle colonne delle sezioni centrale e orientale del colonnato, rese possibile accelerare significativamente i tempi della costruzione.
Le colonne corinzie presentavano mensole decorate che recavano iscrizioni dedicatorie e che erano utilizzate per sorreggere statue bronzee. Sulle colonne prospiscienti il teatro sono state rinvenute dediche a Zenobia e a Odenato risalenti a un periodo compreso tra il 257 e il 267.
La maggior parte delle colonne erano alte 9,5 m e avevano un diametro di 0,95 m.

### Sezione occidentale
Il colonnato occidentale fu il primo a essere eretto: alcune iscrizioni trovate sulle colonne confermano che i lavori iniziarono prima del 158. Il viale rettilineo correva da nord-ovest a sud-est per 500 m. La corsia principale, a cielo aperto, del colonnato era larga 11,7 m mentre ciascuna delle due corsie coperte ai lati di essa era larga 7 m. L'estremità occidentale del colonnato, la Porta ovest, fu costruita nel tardo II secolo; in prossimità di essa il Grande colonnato incrocia ad angolo retto il Colonnato trasversale che si estendeva verso sud fino alla Porta di Damasco.

### Sezione orientale

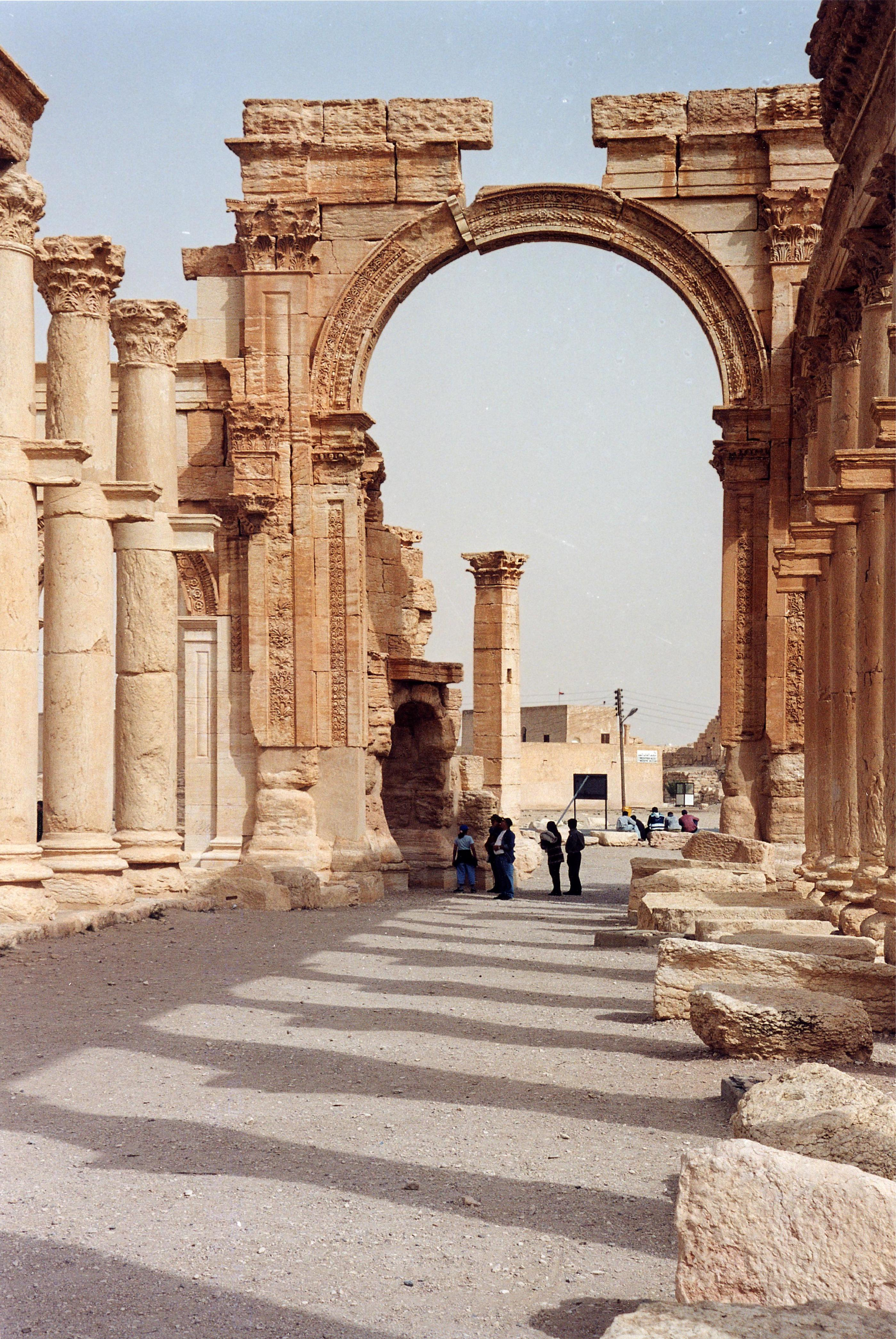
settore orientale del Grande colonnato e nello sfondo l'Arco monumentale

Il settore orientale del Grande colonnato 
cominciava in corrispondenza dell'Arco monumentale, in prossimità del centro cittadino, e si estendeva, sempre da nord-ovest a sud-est, fino ai propilei del tempio di Bel. I lavori di costruzione iniziarono intorno all'ultimo quarto del II secolo e continuarono nei primi anni del III secolo. Questa sezione, più breve di quella occidentale, era però nettamente più ampia: la corsia principale era larga 22,7 m e quelle laterali 6,7 m ciascuna. Un angolo del temenos del tempio di Nebo venne demolito per consentire una vista completa dell'Arco monumentale da ovest e un accesso più agevole alla strada che conduceva al tempio di Bel. Alla sezione orientale del Grande colonnato, tra il tempio di Nebo e quello di Bel, fu aggiunto più tardi un ninfeo.

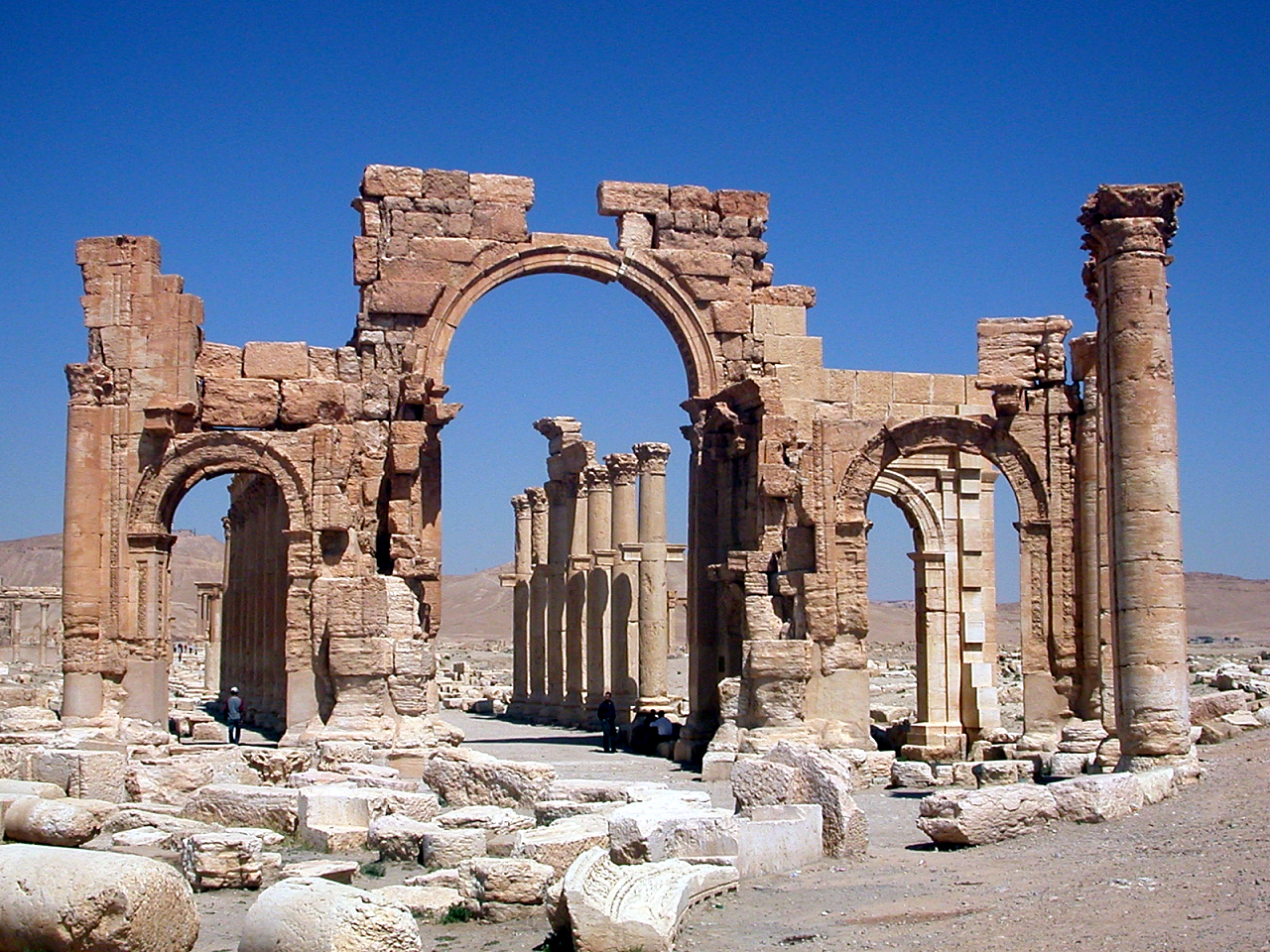
L'Arco monumentale che unisce il tratto centrale e il tratto orientale del Grande colonnato.

### Sezione centrale
La sezione centrale del colonnato, orientata approssimativamente in direzione est-ovest, venne eretta per unire i due colonnati precedenti. La sua costruzione iniziò dall'Arco monumentale, dove il nuovo tratto si collegava alla sezione orientale, verso l'inizio del III secolo. Da lì il colonnato proseguiva fino al grande tetrapilo, dove si univa alla sezione occidentale in una piazza ovale. Il colonnato centrale incorporava anche il portico dei bagni detti di Diocleziano, collocati subito a nord di esso. La sezione centrale del Grande colonnato divenne la più importante, e diversi edifici pubblici si raggrupparono intorno a essa: oltre alle terme, a nord, il senato, il teatro e il tempio di Nebo a sud. La larghezza della corsia centrale varia da 14 m in prossimità del tetrapilo a 10 m dove essa raggiunge l'Arco monumentale; anche la larghezza dei passaggi laterali varia tra i 6,3 e i 7 m per quello settentrionale e tra i 6,8 e gli 8,95 m per quello meridionale.